# David C. Roy
Pour les articles homonymes, voir Roy et David Roy.
David C. Roy est un sculpteur cinétique américain né à Ashford en 1952.
Roy obtient un diplôme en physique en 1974 à l'Université de Boston. Il commence ensuite son œuvre "Wood That Works" ("Bois qui fonctionne") en 1975. Il a réalisé plus de 90 sculptures cinétiques.

## Galerie

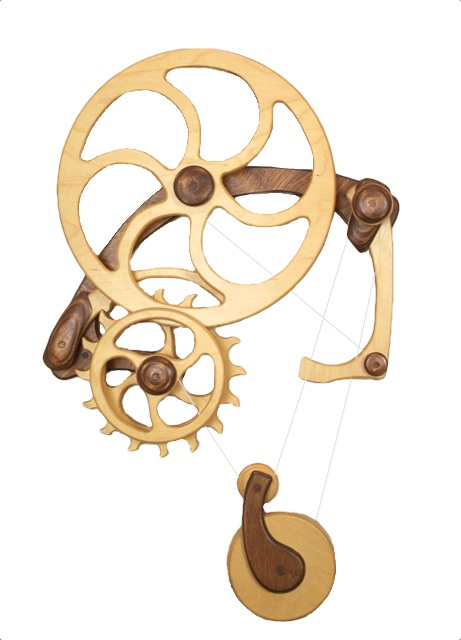
Inventor Released: 1976.
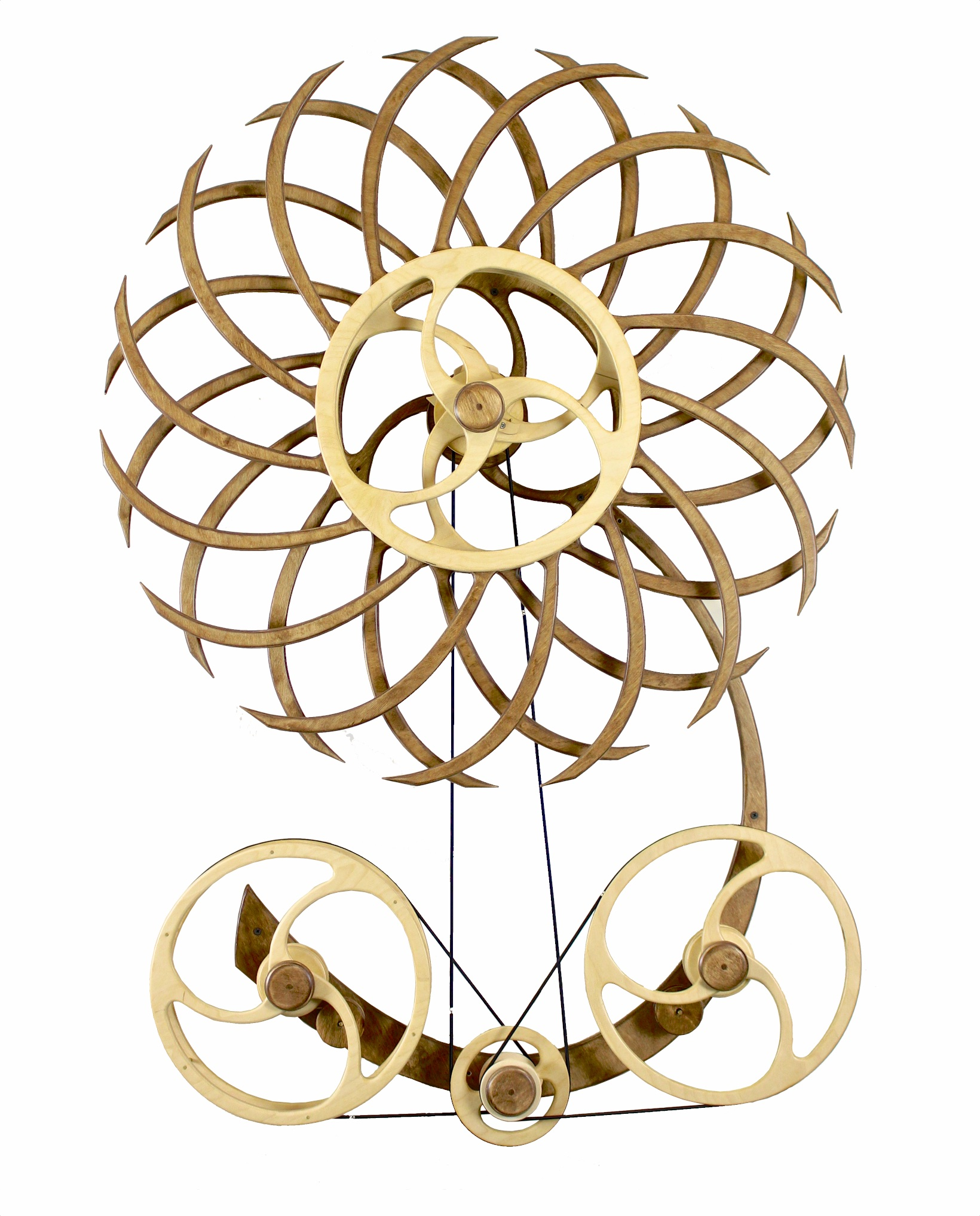
Dimensions : 2015.
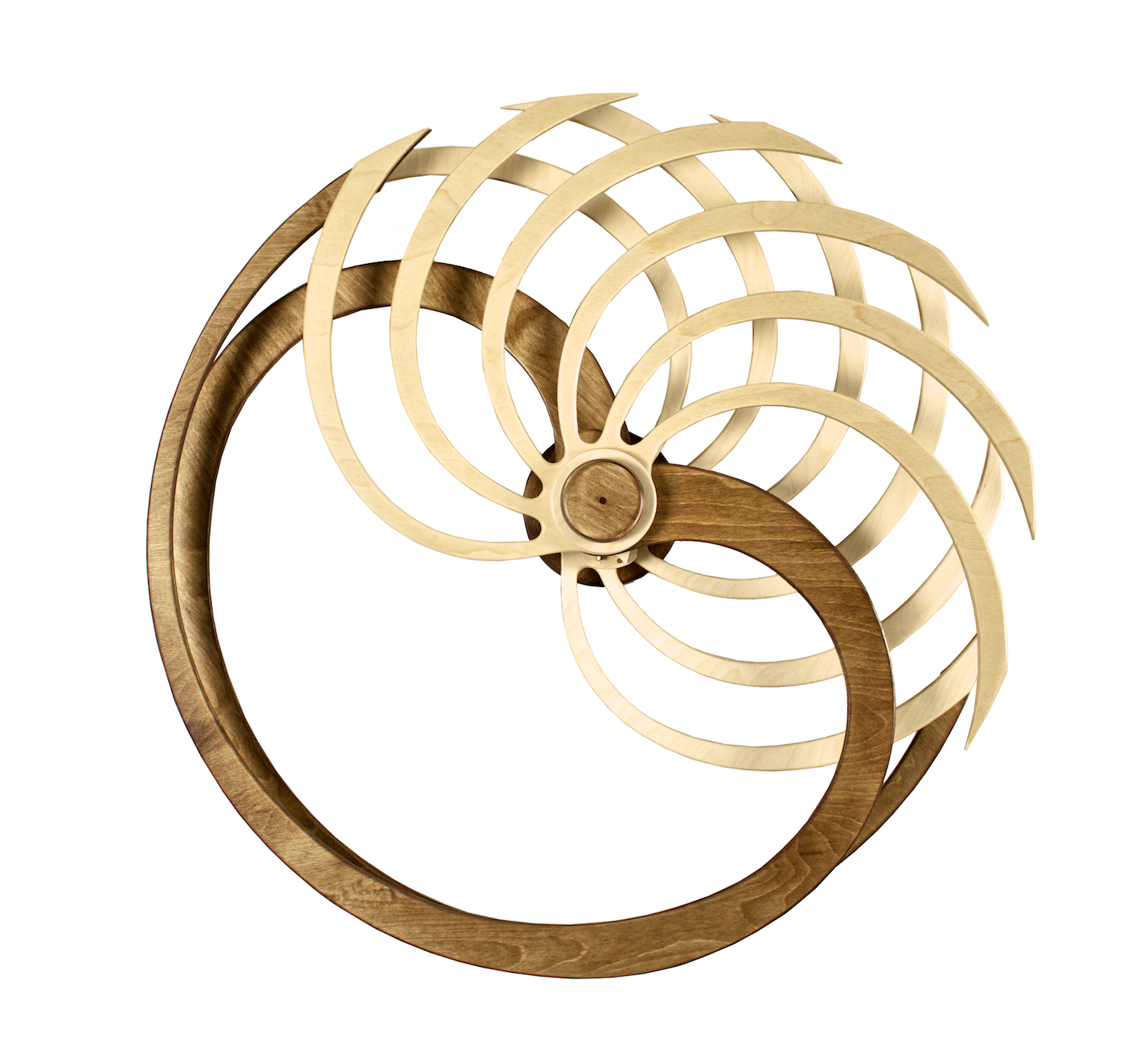
Nautilus
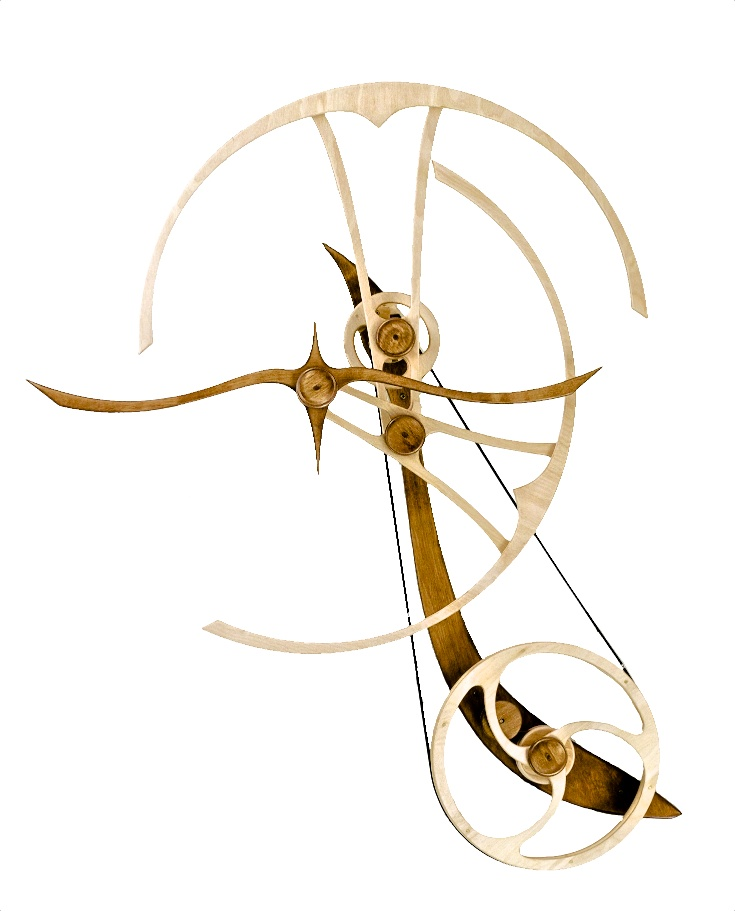
Solo : 2014.
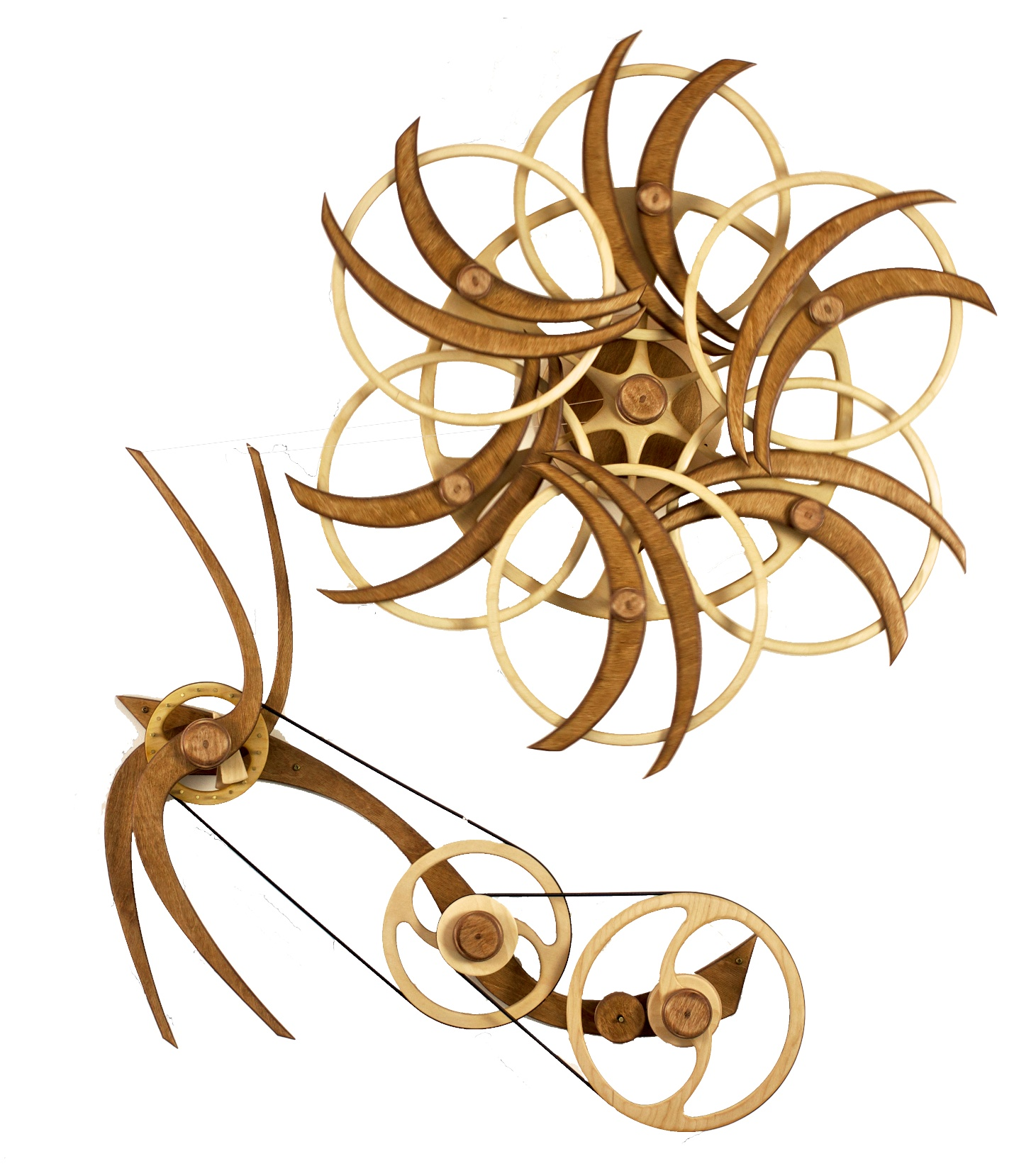
Variation II Sun : 2014.